# 海角七號
《海角七號》是一部於2008年上映的台灣電影，為臺灣導演魏德聖執導的首部劇情長片，由范逸臣、田中千繪、以及眾多臺灣音樂人共同演出，歌手梁文音和日本歌手中孝介也在本片特別演出。本片獲選為2008年台北電影節的開幕片，同時為本片的首映；2008年8月22日，本片在台灣公開上映，為台灣電影史上最賣座國產電影，獲當年金馬獎9項提名、6項獎座，及美國、日本、法國及馬來西亞等數座國際影展大獎。
當時的台灣電影市場正處長期低迷、籌資困難，惟《海角七號》共耗資5,000萬新台幣拍攝，為當時為數不多的較大成本製作之一，不過該電影在宣傳上並無大量花費，初期大部分是透過BBS與部落格，以口碑拉抬出了高度的人氣，被視為臺灣電影的奇蹟；而後票房突破新臺幣5,000萬才開始吸引新聞媒體的目光，起了推波助瀾的效果。2008年12月12日全台首輪戲院正式下片後，統計總票房超過5.3億元。創下台灣電影史票房記錄，僅次於冠軍《鐵達尼號》；若以國片/華語片票房排名，《海角七號》則居第一名。
《海角七號》在創造國片新紀錄之下參加了第45屆金馬獎，其中提名9項入圍獎項當中贏得了最佳男配角馬如龍、最佳原創電影音樂、最佳原創電影歌曲〈國境之南〉由范逸臣主唱、年度傑出台灣電影、觀眾票選年度最佳電影以及最佳傑出電影工作者魏德聖等六座獎項，為這次第45屆金馬獎當中最多項的得獎者。
《海角七號》的成功，令導演魏德聖決定將原本因資金不足而擱置已久的電影《賽德克·巴萊》重新啟動拍攝，最終於2011年9月正式上映。

## 故事內容
1945年第二次世界大戰結束後，臺灣的日治時代終結，進入中華民國時代，日本人被全數遣返回日本本土。12月，一位日本籍教師在高砂丸遣返船上，一字一句寫下給他臺灣籍女學生兼愛人小島友子的七封情書。信封上簡單寫著、，但隨著兩人分離兩地另組家庭，成了寄不出去的七封情書。
六十餘年後的現代，原於臺北任樂團主唱的阿嘉，打滾十餘年仍一事無成，一日早晨在怒砸電吉他後，失意地騎著他那邊騎邊冒白煙的摩托車，一路由臺北騎回故鄉——臺灣最南端的屏東縣恆春鎮，並在鎮民代表會主席（阿嘉的繼父）的關說與安排下暫時接替因為車禍而無法工作的老郵差茂伯之工作。但阿嘉失志失意，看不起身邊的一切，完全沒有盡責地送信，幾乎把信件都帶回家擱置。其中有一件來自日本、要寄到「海角七番地」的郵包，阿嘉好奇打開之後看見了七封日文信，看不懂內容的他將其丟在房間一角。
另一方面，恆春當地的飯店找了日本歌手中孝介來表演，卻因沒有用當地人的樂團，遭代表會主席封殺，最後逼不得已只好請日本女公關友子找恆春當地的樂團暖場，負責演奏兩首暖場曲，但在當地根本沒有樂團，只好由一群雜牌軍湊出一個暖場用搖滾樂團：痛罵台北的失意樂團主唱阿嘉、離異的原住民警察吉他手勞馬、早熟古怪卻才能無處發揮的小六教堂鍵盤手大大、喜歡人妻的機車行學徒鼓手水蛙，貝斯手甚至換了三任：勞馬那其實不會彈貝斯的口琴吉他老爹、號稱月琴「國寶」卻只能自娛的老郵差茂伯、直到最後換成勤勞的小米酒客家推銷員馬拉桑。
在練習過程中，整個團隊因為各種因素而時有衝突，大家沒有共識，以此都以自我為中心：不關心大家也不負責的樂團主唱、想唱自己歌的吉他手、太過自我的鍵盤手、根本不會彈貝斯的貝斯手們......以及無能為力的日本女公關等。團隊開始練習阿嘉幾年前寫的第一首歌，在過程中慢慢互相瞭解、和解並培養默契，但儘管如此，演唱會日子即將到來，第二首歌毫無影蹤，阿嘉仍然萎靡不振；友子正要憤怒辭職之時，卻被茂伯送來的婚宴邀請函給留住了。在參與瘋狂的路邊辦桌喜宴後，本來想放棄這次工作的友子與失志的阿嘉，酒後互吐真言，發生了一夜情。早晨，在阿嘉的房裡，友子讀了被阿嘉拋在角落的七封信。原來寫那些信的日籍教師已過世，他的女兒發現了，並且將信寄來台灣。讀到了信中濃烈的思念的友子，督促阿嘉一定要把信送到達。
一夜情雖然造成了尷尬，但阿嘉卻也藉由友子的鼓勵，振作起來用心去創作第二首歌曲。同時，友子向大大的母親吐露愛上了阿嘉的心事，並在討論台日戀情一事時提到了她所見的那七封未寄出的信。原來被日本男人拋棄的小島友子是大大的外曾祖母。在大大的母親提示下，阿嘉最後終於將那七封信在六十年後送給了收信人，並在演唱會即將開始前及時趕回。
在演唱會開始前，阿嘉終於向友子真情表白。暖場團隊達成任務，表演大受歡迎。友子在所有觀眾面前戴上了代表愛情的原住民珠鍊，接受了阿嘉的愛。在中孝介以及阿嘉合唱的安可曲〈野玫瑰〉這首歌曲當中，表演完美收場。在此同時，小島友子老祖母撫著七封信，在〈野玫瑰〉末段歌詞聲中，回想起六十年前與日本教師分別的場景。

## 演員

### 主要演員
| 演員            | 角色         | 粵語配音                   | 介紹 |
| --------------- | ------------ | -------------------------- | --- |
| 范逸臣          | 阿嘉         | 黃啟昌                     | 樂團吉他手兼主唱，從台北失意地回到家鄉恆春，經繼父的安排，代班郵差一職，因緣際會與七封60年前的情書，和鎮上臨時湊成的樂團交錯在一起。 |
| 田中千繪        | 友子         | 程文意                     | 來台灣尋求發展的日本人，與60年前的情書內的女孩同名。模特兒公司的翻譯員（實質職位是模特兒，只是被當成翻譯員），後來成為演唱會公關。 在日本歌手中孝介尚未到來時，要在數天內，觀察以及協助在地臨時樂團在演唱會上準備的兩首歌的進度。從排斥到最後喜歡上阿嘉。 |
| 應蔚民          | 水蛙         | 潘文柏                     | 樂團鼓手，機車「黑手」（維修員），暗戀已婚老闆娘。（註：台語「水蛙」（白話字：chúi-ke），即青蛙之意。） |
| 民 雄           | 勞馬         | 李錦綸                     | 樂團吉他手，原本在臺北擔任霹靂小組，現在回恆春當交通警察，其妻（勞馬稱她「魯凱公主」）早年因無法忍受勞馬職業危險而離他遠去。 |
| 安乙蕎 (楊蕎安) | 大大         | 何璐怡                     | 樂團鍵盤手，小學生，在教會唱詩班鋼琴伴奏，古靈精怪而早熟。對於世俗之事不屑一顧，所以未參加鎮上召募樂團的演奏會。鋼琴演奏由替身演員郭逸軒彈奏。同時也是信中友子的外曾孫女。                                                                                |
| 馬念先          | 馬拉桑       | 翟耀輝                     | 小米酒「馬拉桑」的推銷員，車城保力出身的客家人，到鄰鄉的恆春日夜奮力叫賣「馬拉桑」。其實擅長樂器，後來頂替茂伯成為樂團貝斯手一員。 |
| 林宗仁          | 茂伯         |                            | 自稱月琴國寶的老郵差，因摔斷腿而停職，之後因歐拉朗受傷退出，取而代之擔任樂團貝斯手，但因不熟貝斯再被馬拉桑頂替，但仍堅持要以任何方式隨團上台表演。 |
| 林曉培          | 林明珠       | 許盈                       | 夏都酒店房務員，大大的單親媽媽，是水蛙的老同學，同時也是信中友子的孫女。 |
| 馬如龍          | 洪國榮       |                            | 恆春鎮鎮民代表會主席。大力支持當地文化與鎮民權益，湊出恆春的樂團。元配已去世，是阿嘉的繼父，關愛阿嘉但阿嘉卻毫不領情。 |
| 張 魁           | 飯店經理     |                            | 夏都酒店總經理，邀請中孝介舉辦演唱會以打造飯店形象，卻遭受洪主席必須邀請在地樂團的壓力，只好勉強同意。對阿嘉的樂團不看好也不支持。 |
| 丹耐夫正若      | 歐拉朗       | 盧國權                     | 勞馬的交通警察父親，原是樂團的貝斯手，執行公務時意外受傷而退出樂團。 |
| 李佩甄          | 機車行老闆娘 |                            | 機車行老闆娘，豐滿美艷，為水蛙暗戀的對象。丈夫是酒鬼，她只好在家拚命撫養三胞胎。為了她，水蛙加入樂團，擔任鼓手，希望贏得美人青睞。 |
| 沛小嵐          | 阿嘉媽       | 伍秀霞                     | 阿嘉的生母，阿嘉生父死亡後，與洪主席在一起。在背後支持著阿嘉。 |
| 張沁妍          | 美玲         | 張頌欣                     | 夏都酒店櫃檯小姐，幾次與馬拉桑有爭執，但也培養出深厚情感。 |
| 梁文音          | 小島友子     |                            | 特別演出。六十年前的小島友子，是情書中的女孩，與日籍教師相戀之後，卻在相約私奔時被拋棄。 |
| 中孝介          | 教師         |                            | 特別演出。六十年前的日籍教師，日本戰敗後，相約與小島友子私奔，卻在最後一刻，沒有勇氣與小島友子共同離開。 |
| 中孝介          | 中孝介       | 扮演自己，受邀到墾丁演唱。 | |
| 蔭山征彥        | （旁白）     |                            | 朗讀日籍老師的七封情書。 |

### 客串演員
| 演員 | 角色                      | 粵語配音 | 介紹 |
| --- | ------------------------- | -------- | --- |
| 黃西田                                                                                                   | 恆春鎮鎮長                |          | 好脾氣的鎮長，對身旁一切爭議不置可否。批准舉辦演唱會，並默許洪國榮主導演唱會事宜。                       |
| 趙舜 | 飯店活動主任              |          | 陪同張魁所飾演的飯店經理，與洪國榮一行人談判演唱會事宜但失敗。                                           |
| 鄭志偉                                                                                                   | 民代甲                    | 古明華   | 洪國榮身邊的小弟，也擔任鎮代會代表。於徵選樂手活動結束後主導選才決策。                                   |
| 魏雋展                                                                                                   | 民代乙                    |          | 洪國榮身邊另一小弟，兼任洪國榮的司機。                                                                   |
| 姚思微                                                                                                   | 秘書                      |          | 將中孝介演唱會批准公文遞給實際坐在鎮長位置的鎮民代表。                                                   |
| 吳朋奉                                                                                                   | 陳光輝                    |          | 嗜酒貪杯的機車行老闆，經常爛醉如泥。（兼任本劇表演指導）                                                 |
| 楊惇翔 楊惇言 楊惇至                                                                                     | 三胞胎                    |          | 機車行老闆夫婦的三胞胎兒子。現實生活中此三胞胎來自彰化縣員林鎮。                                         |
| 李浤嘉                                                                                                   | 鴨尾                      | 陳琴雲   | 茂伯孫子，與大大是兩小無猜的一對。                                                                       |
| 張馥桂 （祝福）                                                                                          | 遊覽車司機                |          | 於載送友子所帶領的一群外國模特兒赴墾丁途中，因分神偷看模特兒更衣，遊覽車偏向撞上茂伯。                   |
| Neil Armsirons                                                                                           | 攝影師                    |          | 陪同友子和一群外國模特兒赴墾丁，為中孝介演唱會拍照宣傳，與友子和遊覽車司機小有衝突。                     |
| Clina Eiscnring、 Rike Razali、 Elisabeth West、 Lucia Rodriguez-Fetzpr、 張瓊雯、 Sarah Tabita Croolces | 模特兒                    |          | 與友子、Neil Armsirons共同拍攝宣傳照。                                                                   |
| 陳慕義                                                                                                   | 郵局主管                  |          | 迫於洪國榮壓力，接受其關說，安插阿嘉擔任郵差。                                                           |
| 黃興全                                                                                                   | 牧師                      |          | 大大彈琴的教會牧師。於現實生活中，他是導演魏德聖台南縣永康市（今台南市永康區）老家長老教會的牧師。       |
| 常陸師父                                                                                                 | 尼姑                      |          | 機車行前的尼姑。                                                                                         |
| 楊鑄怡                                                                                                   | 喜宴客人                  |          | 現實生活中的三胞胎父親。                                                                                 |
| 張素娟                                                                                                   | 喜宴客人                  |          | 現實生活中的三胞胎母親。                                                                                 |
| 許仁豪                                                                                                   | 醫生                      |          | 小鎮醫生，是個和氣好人                                                                                   |
| 姚怡安                                                                                                   | 護士                      |          | 輔助醫生的助手                                                                                           |
| 北村豐晴 關根直樹 高嶋妙子                                                                               | 經紀人                    |          | 中孝介的經紀人                                                                                           |
| 高坤成                                                                                                   | 救生員                    |          | 范逸臣經紀人客串。                                                                                       |
| 吳秋蓮 何冠誼                                                                                            | 飯店櫃檯人員              |          | 在馬拉桑與美玲互動之際，處理墾丁夏都沙灘酒店事宜。                                                       |
| 盧怡榕                                                                                                   | 友子的經紀人              |          | 接到中孝介唱片公司通知後，未經友子同意，把友子留在恆春，命她督導當地樂團。                               |
| 陳玫臻                                                                                                   | 黃主任 （飯店活動組專員） |          | 被飯店派去打發上門推銷小米酒的馬拉桑，中途接到飯店經理電話後，指揮美玲攔車，把已上車準備北返的友子攔下。 |
| 吳綉敏                                                                                                   | 老年小島友子              |          | 明珠的奶奶。最終收到遲來60年的信件。                                                                     |

## 製作
2004年7月中旬，台灣媒體報導一位服務於雲林縣台西郵局的郵差丁滄源，花了兩天的時間為一封寫著日治時期舊地址「台灣台南州虎尾郡海口145-1號」的信件找到收件人，此事遂成為魏德聖編劇的靈感來源。2006年末，魏德聖於新聞局作輔導金簡報，《海角七號》的審核以最高分通過，2007年9月30日在台北西門町開拍，至11月20日於恆春結束拍攝。為了讓多位音樂人的演員對拍攝電影有信心，最後一場演唱會的戲最先開拍，好掌握鏡頭前的感覺；而片中開頭的西門町場景則是在恆春的所有場景結束後，回台北拍的最後一場戲。

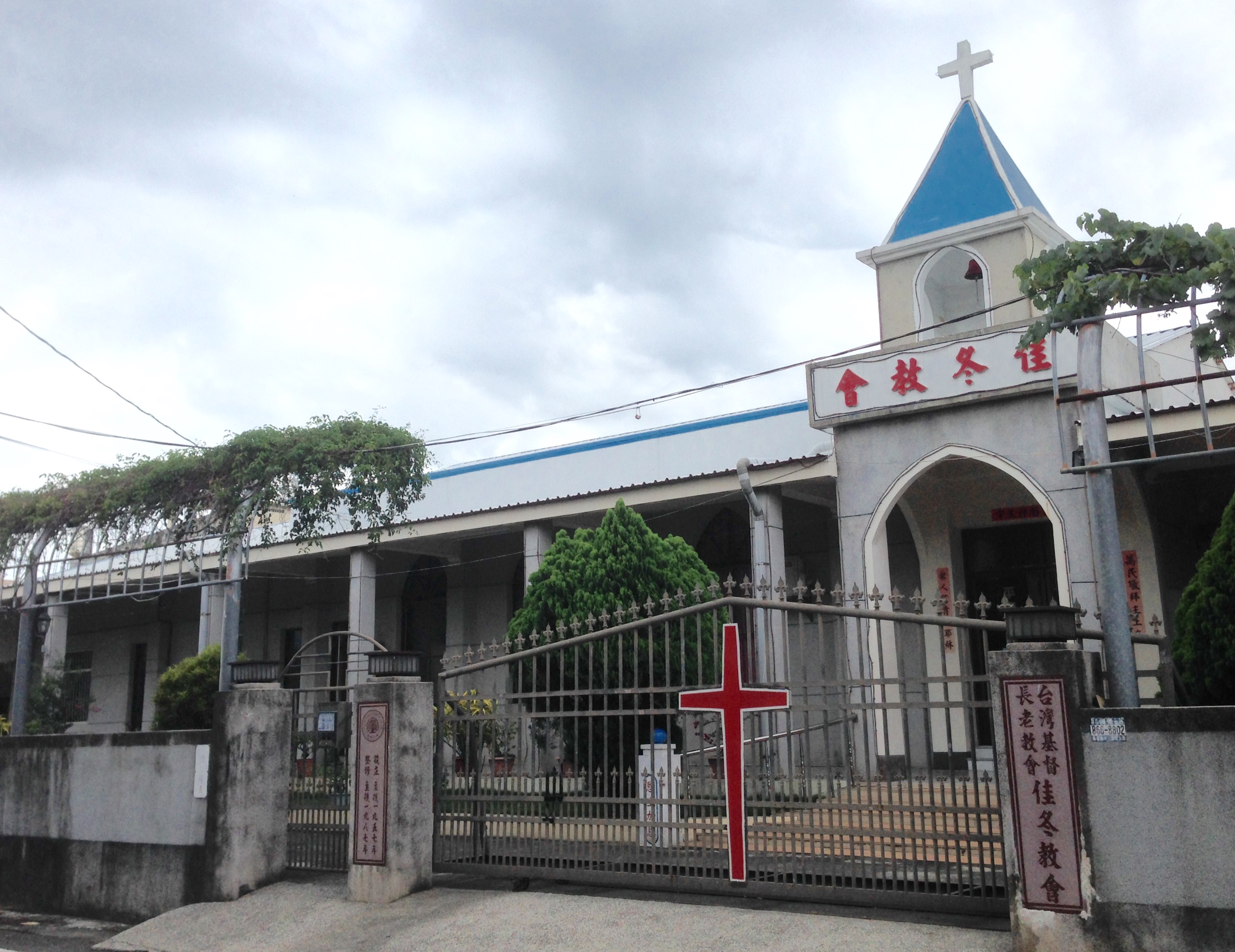
台灣基督長老教會佳冬教會，為大大彈鋼琴的地點。

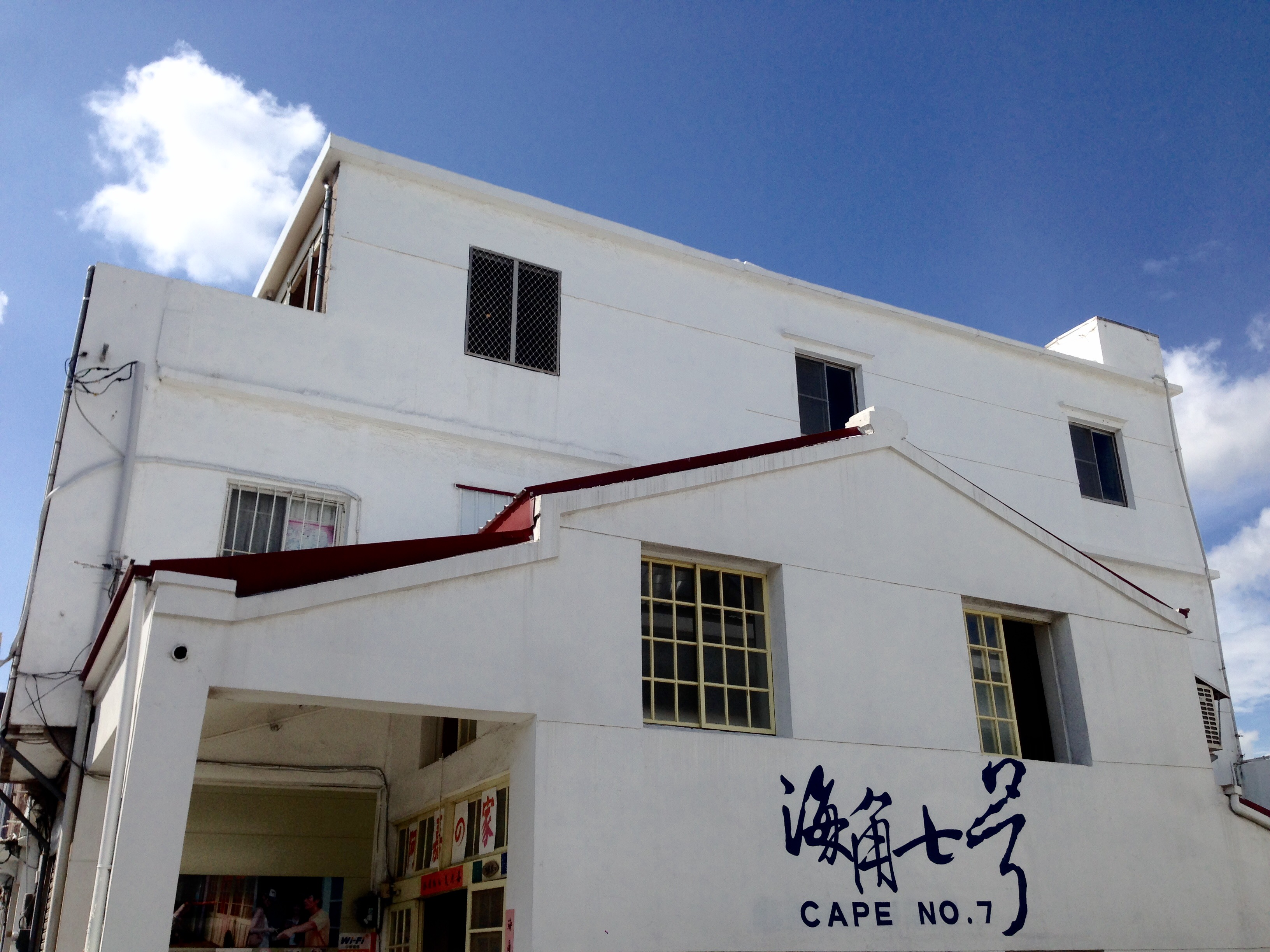
阿嘉的家，位於恆春鎮光明路。

南下恆春拍攝時，遇到強颱柯羅莎的襲台，颱風過後的西南氣流，使得在墾丁夏都飯店外的沙灘舞台拍攝困難，終在拍攝演唱會場面那場戲時放晴。
電影飯店場景是在墾丁的夏都酒店拍攝，另外模特兒拍照的檳榔街，市集場面全是在屏東縣枋寮鄉的水底寮架設出來的，喜宴結束後的深夜，群人在醉倒海岸邊是以日光夜景拍攝，再後製數位調光完成。友子為中孝介接機，以及友子購買琉璃珠贈送給樂團成員的場景則是在高雄國際機場拍攝。
關於視覺特效部份，船隻「高砂丸」在海上行駛的畫面拍攝，原先採用小型比例的模型船，經過精密的計算，卻沒把恆春冬季的落山風考量進去，導致拍攝失敗回到台北重拍，最後模型船不敷使用，決定以CG結合製作，碼頭部分是在台中舊酒廠（現台灣建築‧設計與藝術展演中心）所陳設，船的部分則是在棚內搭景拍攝，再將兩個畫面做特效合成。船隻離別的港口場面，曾因資金不足遭到反駁，導演仍堅持完成以重現1945年終戰當時的樣貌呈現。送行的500位臨時演員則是台中舊酒廠附近居民臨時調來的，片酬是500元外加一個便當。
在經費方面，《海角七號》在拍攝時即不時面臨經費短缺而要停拍的問題，在恆春出外景時經費曾短少到只剩新台幣50萬元，後終因導演魏德聖向銀行抵押的貸款通過而獲得紓困。演員李佩甄和張沁妍也表示，拍攝時劇組經費拮据，連飲料都捨不得叫，曾因沒錢買影帶而停拍，拍攝地夏都飯店每晚僅願提供三間房間供演職員下榻，導演魏德聖把這三間房分配給最資深的演員：馬如龍沛小嵐夫婦、張魁及外賓中孝介；包含導演、男女主角在內的其他演職員，一個多月拍攝期間都下榻日租不超過新台幣五百元，有蟑螂出沒的簡陋民宿，但導演魏德聖的拼勁感動全體演職員力挺到底。《海角七號》製作總共花費新台幣5,000萬元。其中的500萬元為新聞局輔導金，片商投資1,500萬元，而導演魏德聖自己則以房子抵押舉債籌措3,000萬元。
根據胡瓜等人主持的民視無線台綜藝節目《綜藝大集合》，2008年11月9日播出的「恆春海角之旅」，當集內容訪問了恆春當地人士；男主角「阿嘉」名字是來自電影阿嘉的家，現實中屋主長子的小名；恆春鎮鎮民代表會主席「洪國榮」，導演亦從真實人物即現任恆春鎮民代表洪國榮取材。

### 剪輯片段
原版本長度163分鐘，放映版時間130分鐘，33分鐘內容剪掉。
- （第61場）勞馬載著歐拉朗的警車兩人以排灣族語對話，不慎將車開進路旁邊溝。
- （第101場）友子氣憤抬著行李廂準備回日本，坐在飯店大廳遇到阿嘉手拿剛寫好的歌譜，阿嘉欲遞給友子，友子瞪阿嘉一眼未接過來。
- 中國大陸播映版須符合當地規範，剪輯內容較多。

## 票房记录
- 開映首週台北週末票房，開出新台幣198萬元，排行當週票房第4名。
- 兩天半的時間全台票房約略估計破500萬元，雖不算高但以長期低迷的國片而言已算佳績。惟隨網路口碑擴散，各方好評不斷票房開低走高，以倍數成長。
- 自9月2日開始連續多日蟬聯台北票房冠軍。
- 本片男主角范逸臣曾經發誓如票房破2,000萬元就要裸泳，並於9月18日中午在墾丁海邊實現諾言。
- 9月20日，創下單日台北票房破新台幣1,000萬元的佳績[2]，刷新近年台灣電影的新紀錄。
- 9月21日，週末檔期後票房突破新台幣1億5,000萬元[2]。
- 9月22日，打破《赤壁》票房記錄[2]。
- 10月3日，突破《色，戒》票房新台幣2億4,000萬元的紀錄[2]。
- 10月4日，票房破新台幣3億元[2]，打敗《黑暗騎士》，成為2008年年度台灣最高票房電影。本日於無首輪戲院的屏東免費播映6場，遭二輪戲院業者抗議。
- 10月5日，票房突破新台幣3億2,000萬元[2]，超越1992年《警察故事3：超級警察》創下的新台幣3億1,000餘萬元華語片票房紀錄，成為台灣有史以來最賣座的華語片[18]。
- 10月15日，票房突破新台幣4億元[2]，並成為台灣電影史上票房第4名的電影，朝向《侏儸紀公園2：失落的世界》票房紀錄新台幣4億2,000餘萬元挺進[19]。
- 10月19日，票房達新台幣4億3,000萬元[2]，突破《侏儸紀公園2：失落的世界》票房記錄，並成為台灣電影史上票房第3名的電影。
- 10月24日，片中場景之一的恆春郵局宣佈推出海角七號紀念郵戳，以消化大批影迷寄至「恆春郡海角七番地」的數萬封信件。[20][21]
- 10月25日，屏東縣政府與屏東客運共同推出海角七號套裝旅遊，恆春被視為繼《悲情城市》裡的九份之後，可能崛起的第二個觀光小鎮。
- 11月1日，全台票房累積達新台幣4億5,142萬元[2]，突破《侏儸紀公園》新台幣4億5,058萬元票房記錄，並成為台灣電影史上票房第2名的電影[22]。
- 11月25日，以港幣200萬元勇奪香港首周票房冠軍，原因之一是《海角七號》香港發行商找來了三立台灣台連續劇《台灣霹靂火》的香港籍編劇鄭文華來做粵語字幕，讓香港觀眾更能融入台灣的風土民情[23]。此片最後香港票房是HK$7,621,069。[24](此片香港發行權以150萬港元賣出[25]。)
- 11月27日，本片被新加坡媒體譽為「台灣心靈雞湯」，原預訂2009年上映，提前至該日上映，首映會則是10月31日在國泰大戲院舉行。
- 11月29日，沒有戲院的恆春鎮與片商洽購，於當地播映，一連2晚創下3,000人觀賞《海角七號》電影的紀錄。
- 12月6日，本片成為第45屆金馬獎最大贏家，一共榮獲「最佳男配角─馬如龍」、「最佳原創電影音樂」、「最佳原創電影歌曲─國境之南」、「最佳音效」、「年度台灣傑出電影」以及「觀眾票選最佳影片」等六座大獎，導演魏德聖也從李安手中接過「年度台灣傑出電影工作者」獎項。
- 12月12日，上映113天的《海角七號》全國總票房達新台幣5.3億元（台北2.3億元，台北以外3億元）亮麗票房光榮下片，也超過「台北票房乘以二等於全台湾票房」的估算慣例。[2]
- 12月12日，台灣駐外單位與加州大學洛杉磯分校於UCLA James Bridges Theatre舉行「2008年洛城台灣影展」（Taiwanese Film Festival），放映本片。
- 2009年2月14日，在中國大陸上映，最後以2009年第13賣座電影，總票房為290萬9,204美金作收[26]。
- 2009年2月21日，在英國倫敦Riverside Studios舉辦的「2009年台灣電影節」放映，由倫敦大學金匠學院（Goldsmiths College, Universityof London）電影與電視研究教授柏利（Chris Berry）主持，劍橋大學東亞系台灣研究助理教授林姵吟擔任翻譯。導演魏德聖更接受英國廣播公司（BBC）中文電台專訪[27]，之後將於愛丁堡放映。
- 2010年3月18日，海角七號在韓國正式上映，但票房不佳，總票房僅1,796美金。[28][29]

| 上一届： 《特勤沙龍》 | 2008年台北週末票房冠軍 第36－43週 | 下一届： 《鋼鐵擂台》 |

## 新聞事件

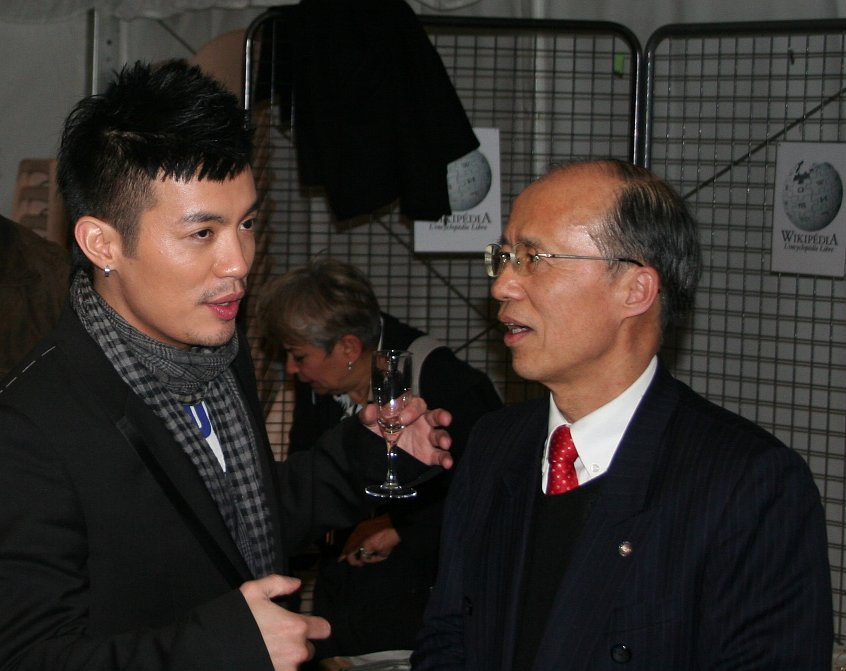
范逸臣（左）在法國向呂慶龍（右）解說《海角七號》

- 豐華唱片所出版之「海角七號」電影原聲帶，部分曲目歌曲聽起來，像是自電影直接擷取出音樂，而非至錄音室重新錄製，讓某些樂迷感到電影公司所說的「十分用心錄製此專輯」此一說法存疑。

- 電影中後段所出現的二層古厝，是位於滿州鄉公所正對面門牌「中山路54號」的房屋，其乃台中地檢署某位女檢察官的阿嬤家，已有80多年歷史。而位於恆春鎮的「阿嘉的家」兩層樓高的白色小屋則有50多年屋齡，屋主張永源的兒子小名也叫阿嘉。日籍女主角田中千繪所下榻墾丁夏都沙灘酒店（Château Beach Resort）亦成為觀光地。
- 据报道，大陸方面认为片中有相当多的台语和日语对白，而因为制作方并未先期制作简体字幕，导致需要时间重新配置，进而引起档期冲撞等问题暂缓上映。
- 海角七號是否存在「媚日情結」、「政治隱喻」有爭議[30]，在各大網站也引來大量討論。前台大教授許介鱗認為，《海角七號》只不過是美日「次文化」的大拼盤，缺乏哲學思想與世界觀，和隱藏著日本殖民地文化的陰影等等。台湾名嘴王更將《海角七號》冠以文革時期的「大毒草」字眼形容。不過，旅日華人教授林泉忠在從「中心」與「邊陲」的視角解讀《海角七號》意涵的同時，也批評「媚日」之說是「反應過度」，並呼籲應以謙虛的態度去理解《海角七號》[31][32]。
- 2009年2月14日（情人節），《海角七號》在中國大陸公開上映。
- 2009年7月18日，《海角七號》在衛視電影台開始放映，創下平均收視率2.78，最高收視率4.78的佳績，估計約有233萬人收看[33]。

## 電影音樂

海角七號愛戀情書音樂專輯

《海角七號》原先因版權複雜，未有發行電影原聲帶之計畫，僅有預購套票所附之贈品「海角七號愛戀情書音樂專輯」。大賣後由豐華唱片推出原聲帶（2008年10月24日發行）。兩者封面俱似電影中的信封。
海角七號愛戀情書音樂專輯收錄電影部分歌曲音樂，與書信的日語口白，由聲優蔭山征彥講述，音樂總監呂聖斐，音樂總監駱集益，作詞者嚴農主導專輯。
|   | 歌曲                           | 附註                                                                                 |
| - | ------------------------------ | ------------------------------------------------------------------------------------ |
| 1 | 時代的宿命                     | 作曲：駱集益，編曲：駱集益，日語口白：蔭山彥                                         |
| 2 | 國境之南的愛                   | 詞：嚴農，作曲：曾志豪，編曲：呂聖斐，演唱：范逸臣                                   |
| 3 | 奇幻的舞朵                     | 日語口白：蔭山彥                                                                     |
| 4 | 各自遠颺（それぞれに）         | 詞：江崎とし子，曲：江崎とし子，演唱：中孝介                                         |
| 5 | 給女兒（a letter from my dad） | 詞：Y.H.Ho（ciacia's dad），曲：何欣穗，演唱：何欣穗                                 |
| 6 | 彩虹                           | 作曲：駱集益，編曲：駱集益，日語口白：蔭山彥                                         |
| 7 | 野玫瑰（電影主題曲）           | 詞：周學普，日文詞：近藤朔風，曲：舒伯特，編曲：呂聖斐、駱集益，演唱：范逸臣、中孝介 |

《海角七號電影原聲帶》，於2008年10月24日由豐華唱片製作發行。
|    | 歌曲                                                            | 附註                                                                                 |
| -- | --------------------------------------------------------------- | ------------------------------------------------------------------------------------ |
| 1  | 第一封信 / 友子 你還在等我嗎                                    | 日語口白：蔭山征彥                                                                   |
| 2  | Don't Wanna                                                     | 詞：宮尚義，作曲：小忠，編曲：呂聖斐，演唱：范逸臣，口白：范逸臣                     |
| 3  | 第二封信 / 時代宿命是時代的罪過                                 | 日語口白：蔭山征彥                                                                   |
| 4  | 愛你愛到死                                                      | 詞：嚴云農，曲：呂聖斐，演唱：同恩、夏宇童、楊蕎安                                     |
| 5  | 第三封信 / 友子 我就是那時愛上你                                | 日語口白：蔭山征彥                                                                   |
| 6  | Mainu Sun 哪裡去，你？（丹耐夫之歌）                            | 詞/曲：丹耐夫正若，演唱：丹耐夫正若、民雄，口白：民雄                                |
| 7  | 第四封信 / 海風啊 為何總是帶來哭聲                              | 日語口白：蔭山征彥                                                                   |
| 8  | 給女兒                                                          | 詞：Y.H.Ho（ciacia's dad），曲：何欣穗，演唱：何欣穗，口白：蔭山征彥                 |
| 9  | 第五封信 / 友子 我真的很想你 啊，彩虹！                         | 日語口白：蔭山征彥                                                                   |
| 10 | 無樂不作（電影Live版）                                          | 詞：嚴云農，曲：范逸臣，演唱：小忠、應蔚民、民雄、楊蕎安、馬念先、林宗仁，口白：林宗仁 |
| 11 | 第六封信 / 我把愧疚寫成最後的一封信                             | 日語口白：蔭山征彥                                                                   |
| 12 | 國境之南                                                        | 詞：嚴農，作曲：曾志豪，編曲：呂聖斐，演唱：范逸臣                                   |
| 13 | 野玫瑰                                                          | 詞：周學普，日文詞：近藤朔風，曲：舒伯特，編曲：呂聖斐、駱集益，演唱：范逸臣、中孝介 |
| 14 | 第七封信 / 七封寄不出去的情書 一首未完成的歌─情書（又名：1945） | 曲：駱集益，詞：鄔裕康，演唱：范逸臣（此首歌為1945填詞版）                           |
| 15 | 1945完整配樂                                                    | 作曲：駱集益，編曲：駱集益（Bonus Track）                                            |

|    | 歌曲                           | 附註 |
| -- | ------------------------------ | --- |
| 1  | 無樂不作                       | 電影宣傳曲，收錄在范逸臣《無樂不作 新歌加精選》專輯，詞：嚴云農，作曲：范逸臣，編曲：呂聖斐， 演唱：范逸臣 |
| 2  | Don't Wanna                    | 作詞：宮尚義，作曲：范逸臣，編曲：呂聖斐，演唱：范逸臣                                                   |
| 3  | 大大的歌                       | 演唱：麥子                                                                                               |
| 4  | 哪裡去你                       | 作詞/作曲/編曲：丹耐夫正若，演唱：丹耐夫正若、民雄                                                       |
| 5  | 愛你愛到死                     | 作詞：嚴云農，作曲/編曲：呂聖斐，演唱：麥子、黃依琪                                                        |
| 6  | 搖落去                         | 作詞：嚴云農，作曲：呂聖斐，編曲/演唱:袁偉翔                                                               |
| 7  | 風光明媚                       | 電影片尾曲，作詞/作曲：Summer Hsu，編曲:小毛@輕鬆玩，演唱：梁文音                                        |
| 8  | 轉吧！七彩霓紅燈               | 作詞/作曲/編曲：應蔚民                                                                                   |
| 9  | 墓仔埔也敢去                   | 作詞：郭大成，作曲：吉田正                                                                               |
| 10 | 模特兒配樂                     | 曲：呂聖斐                                                                                               |
| 11 | 各自遠颺                       | 詞：江崎とし子，曲：江崎とし子，演唱：中孝介                                                             |
| 12 | 國境之南                       | 詞：嚴農，作曲：曾志豪，編曲：呂聖斐，演唱：范逸臣                                                       |
| 13 | 給女兒（a letter from my dad） | 詞：Y.H.Ho（ciacia's dad），曲：何欣穗，演唱：何欣穗                                                     |

### DVD销售记录
- 12月15日，DVD自11月14日開放預購以來，截至12月15日止，預購數字突破了3萬套，勇破台灣有史以來錄影帶/DVD的預購紀錄。之前的紀錄是1995年的《獅子王》錄影帶，預購數字為1萬2,000套。[35]

## 獎項
| 影展                                                                              | 獎項                     | 受獎者                                    |
| --------------------------------------------------------------------------------- | ------------------------ | ----------------------------------------- |
| 台灣第十屆台北電影獎                                                              | 劇情長片百萬首獎         | 海角七號                                  |
| 台灣第十屆台北電影獎                                                              | 劇情長片最佳攝影         | 秦鼎昌                                    |
| 台灣第十屆台北電影獎                                                              | 劇情長片最佳音樂         | 呂聖斐、駱集益                            |
| 日本第四屆亞洲海洋電影節 （アジア海洋映画祭イン幕張）                                                     | 首獎                     | 海角七號                                  |
| 馬來西亞第二屆吉隆坡國際電影節 （Kuala Lumpur International Film Festival）       | 最佳攝影                 | 海角七號                                  |
| 美國路易威登夏威夷影展 （Hawaii International Film Festival）                     | 金蘭花獎 劇情片類首獎    | 海角七號                                  |
| 台灣第45屆金馬獎                                                                  | 最佳男配角               | 馬如龍                                    |
| 台灣第45屆金馬獎                                                                  | 最佳原創電影配樂         | 呂聖斐、駱集益                            |
| 台灣第45屆金馬獎                                                                  | 最佳原創電影歌曲         | 國境之南 詞：嚴云農 曲：曾志豪 唱：范逸臣 |
| 台灣第45屆金馬獎                                                                  | 年度台灣傑出電影         | 海角七號                                  |
| 台灣第45屆金馬獎                                                                  | 觀眾票選最佳年度電影     | 海角七號                                  |
| 台灣第45屆金馬獎                                                                  | 台灣傑出電影工作者       | 魏德聖                                    |
| 法國2009費索爾亞洲國際影展 （Festival International du film asiatique de Vesoul） | 當代亞洲電影風貌的競賽片 | 海角七號                                  |
| 2009年亞洲電影大獎                                                                | 紀念楊德昌亞洲新秀大獎   | 魏德聖                                    |
| 第九屆華語電影傳媒大獎                                                            | 評審團特別獎             | 海角七號                                  |

## 周邊產品

### 影音類
《海角七號》影音商品共有4種版本，在台灣皆由得利影視發行：
1. 單支授權版DVD，僅限出租專用，2008年12月13日發行。
2. 精裝雙碟版DVD，僅限零售專用，2008年12月19日發行，建議售價新台幣550元。
3. 限量導演版DVD，僅限零售專用，2008年12月19日發行，建議售價新台幣698元。
4. BD（藍光光碟）版，僅限零售專用，2008年12月19日發行，建議售價新台幣998元。

零售專用版DVD音效支援杜比環繞5.1聲道與DTS，零售專用版BD音效支援LPCM5.1聲道與杜比TrueHD5.1聲道。

### 其它
- 馬拉桑小米酒：即劇中小米酒推銷員（馬念先飾）所推銷的酒品。
- 海角七號—天涯郵蹤典藏組：以電影照片為主題，內容包含名片型個人化郵票三枚、明信片八張、海角七号愛戀信封組二組、大全張紀念票、紀念信封及小島友子七封情書等，收藏盒外以如同電影中寄給友子的包裹般古樸味的棉布包裝。[39]

## 外部連結
- 《海角七號》官方部落格 （页面存档备份，存于）
  - YouTube上的海角七號_Cape No.7_五分鐘完整版預告
  - 導演日誌：想當年，怎麼拍得成賽德克巴萊 （页面存档备份，存于）
  - 再見！海角七號 （页面存档备份，存于）
- 《海角七號》香港官方網站
- 《海角七號》日本官方網站
- 果子電影公司官方部落格 （页面存档备份，存于）
- Yahoo奇摩電影上《海角七號》的資料（繁體中文）
- MSN娛樂上《海角七號》的資料（繁體中文）

- 開眼電影網上《海角七號》的資料（繁體中文）
- 豆瓣电影上《海角七號》的資料 （简体中文）
- 时光网上《海角七號》的資料（简体中文）
- AllMovie上《海角七號》的资料（英文）
- 爛番茄上《海角七號》的資料（英文）
- 香港影庫上《海角七號》的資料（繁體中文）
- 互联网电影数据库（IMDb）上《海角七號》的资料（英文）